# Campeonato de mano parejas de promoción 2019
El Campeonato de mano parejas de promoción 2019, competición de pelota vasca en la variante profesional de pelota mano parejas de segunda categoría, que se disputó en 2019. Estuvo organizado por las empresas promotoras ASPE y Asegarce, componentes de la Liga de Empresas de Pelota a Mano. Los campeones fueron los vizcaínos Aitor Elordi y Oier Etxebarria, consiguiendo ambos su primera txapela profesional.

## Parejas
| - Parejas de Asegarce: - Jon Alberdi-Jon Erasun - Asier Agirre-Rubén Salaverri - Axier Arteaga, Arteaga II-Beñat Urretabizkaia, Urretabizkaia II - Jon Ander Peña, Peña II-Aitor Aranguren - Suplentes de Asegarce: - Iker Arretxe, Arretxe II - Diego Iturriaga - Iñaki Etchegoin |  | - Parejas de ASPE: - Darío Gómez-Pedro Ruiz - Aitor Elordi-Oier Etxebarria, O. Etxebarria - Peio Etxeberria, P. Etxeberria-Beñat Garmendia - Andoni Ugalde-Xabier Tolosa - Parejas de ASPE: - Xabier Erostarbe - Ion Jaunarena - Aitor Mendizabal, Mendizabal III - Álvaro Untoria |

## Liguilla de cuartos

### Primera jornada
| Fecha    | Frontón y localidad        | Rojo                        | Azul                    | Tanteo |
| -------- | -------------------------- | --------------------------- | ----------------------- | ------ |
| 04/01/19 | Frontón Municipal, Vergara | Arteaga II-Urretabizkaia II | Alberdi-Erasun          | 22-14  |
| 05/01/19 | Frontón Beotibar, Tolosa   | Ugalde-Jaunarena*           | P. Etxeberria-Garmendia | 20-22  |
| 05/01/19 | Frontón Labrit, Pamplona   | Agirre-Salaverri            | Peña II-Aranguren       | 22-12  |
| 06/01/19 | Frontón Astelena, Éibar    | Darío-Ruiz                  | Elordi-O. Etxebarria    | 20-22  |

### Segunda jornada
| Fecha    | Frontón y localidad         | Rojo                 | Azul                    | Tanteo |
| -------- | --------------------------- | -------------------- | ----------------------- | ------ |
| 11/01/19 | Frontón Municipal, Lemona   | Elordi-O. Etxebarria | P. Etxeberria-Garmendia | 9-22   |
| 11/01/19 | Frontón Municipal, Guetaria | Agirre-Salaverri     | Alberdi-Erasun          | 22-12  |
| 11/01/19 | Frontón Bizkaia, Bilbao     | Arteaga II-Etchegoin | Peña II-Aranguren       | 22-21  |
| 13/01/19 | Frontón Labrit, Pamplona    | Darío-Ruiz           | Ugalde-Jaunarena*       | 9-22   |

### Tercera jornada
| Fecha    | Frontón y localidad      | Rojo                 | Azul                        | Tanteo |
| -------- | ------------------------ | -------------------- | --------------------------- | ------ |
| 18/01/19 | Frontón Trobika, Munguía | Elordi-O. Etxebarria | Ugalde-Tolosa               | 22-8   |
| 20/01/19 | Frontón Bizkaia, Bilbao  | Peña II-Etchegoin*   | Alberdi-Erasun              | 22-14  |
| 20/01/19 | Frontón Labrit, Pamplona | Agirre-Salaverri     | Arteaga II-Urretabizkaia II | 22-15  |
| 20/01/19 | Frontón Astelena, Éibar  | Darío-Untoria*       | P. Etxeberria-Garmendia     | 22-16  |

### Cuarta jornada
| Fecha    | Frontón y localidad                               | Rojo                     | Azul                        | Tanteo |
| -------- | ------------------------------------------------- | ------------------------ | --------------------------- | ------ |
| 26/01/19 | Frontón Municipal, Gautegiz Arteaga               | Elordi-O. Etxebarria     | Alberdi-Erasun              | 22-9   |
| 26/01/19 | Frontón Universidad de la Pelota, Marquina-Jeméin | Agirre-Salaverri         | P. Etxeberria-Garmendia     | 11-22  |
| 27/01/19 | Frontón Beotibar, Tolosa                          | Mendizabal III*-Jauarena | Peña II-Etchegoin*          | 22-9   |
| 27/01/19 | Frontón Beotibar, Tolosa                          | Darío-Erostarbe*         | Arteaga II-Urretabizkaia II | 22-13  |

### Quinta jornada
| Fecha    | Frontón y localidad         | Rojo                 | Azul                        | Tanteo |
| -------- | --------------------------- | -------------------- | --------------------------- | ------ |
| 01/02/19 | Frontón Municipal, Urdúliz  | Elordi-O. Etxebarria | Arteaga II-Urretabizkaia II | 22-15  |
| 02/02/19 | Frontón Igarondo, Idiazábal | Peña II-Aranguren    | P. Etxeberria-Garmendia     | 22-15  |
| 03/02/19 | Frontón Intxaur, Cizúrquil  | Darío-Ruiz           | Alberdi-Erasun              | 19-22  |
| 03/02/19 | Frontón Bizkaia, Bilbao     | Agirre-Salaverri     | Ugalde-Tolosa               | 22-8   |

### Sexta jornada
| Fecha    | Frontón y localidad          | Rojo                         | Azul                    | Tanteo |
| -------- | ---------------------------- | ---------------------------- | ----------------------- | ------ |
| 08/02/19 | Frontón Izarraitz, Azpeitia  | Ugalde-Erostarbe*            | Alberdi-Erasun          | 22-15  |
| 08/02/19 | Frontón Mallavia I, Mallavia | Agirre-Iturriaga*            | Elordi-O. Etxebarria    | 22-17  |
| 08/02/19 | Frontón Ereta, Tafalla       | Arretxe II*-Urretabizkaia II | P. Etxeberria-Garmendia | 11-22  |
| 10/02/19 | Frontón Ogueta, Vitoria      | Mendizabal III-Ruiz          | Peña II-Aranguren       | 8-22   |

### Séptima jornada
| Fecha    | Frontón y localidad       | Rojo                    | Azul                  | Tanteo |
| -------- | ------------------------- | ----------------------- | --------------------- | ------ |
| 15/02/19 | Frontón Ultzama, Ulzama   | P. Etxeberria-Garmendia | Alberdi-Erasun        | 22-17  |
| 16/02/19 | Frontón Municipal, Igorre | Elordi-O. Etxebarria    | Peña II-Aranguren     | 19-22  |
| 16/02/19 | Frontón Labrit, Pamplona  | Agirre-Salaverri        | Darío-Ruiz            | 22-18  |
| 17/02/19 | Frontón Beotibar, Tolosa  | Mendizabal*-Jaunarena*  | Arteaga II-Iturriaga* | 22-21  |

### Clasificación de la liguilla
| Pelotaris                     | Jugados | Ganados | Perdidos | Tantos a favor | Tantos en contra | Dif |
| ----------------------------- | ------- | ------- | -------- | -------------- | ---------------- | --- |
| Agirre - Salaverri            | 7       | 6       | 1        | 143            | 104              | +39 |
| P. Etxebarria - Garmendia     | 7       | 5       | 2        | 141            | 112              | +29 |
| Elordi - O. Etxebarria        | 7       | 4       | 3        | 133            | 118              | +15 |
| Ugalde - Jaunarena*           | 7       | 4       | 3        | 124            | 120              | +4  |
| Peña II - Aranguren           | 7       | 4       | 3        | 130            | 122              | +8  |
| Darío - Ruiz                  | 7       | 2       | 5        | 118            | 139              | -21 |
| Arteaga II - Urretabizkaia II | 7       | 2       | 5        | 119            | 145              | -26 |
| Alberdi - Erasun              | 7       | 1       | 6        | 103            | 151              | -48 |

## Liguilla de semifinales

### Primera jornada
| Fecha    | Frontón y localidad       | Rojo              | Azul                    | Tanteo |
| -------- | ------------------------- | ----------------- | ----------------------- | ------ |
| 02/03/19 | Frontón Labrit, Pamplona  | Agirre-Salaverri  | Elordi-O. Etxebarria    | 18-22  |
| 03/03/19 | Frontón Antzizar, Beasáin | Ugalde-Jaunarena* | P. Etxeberria-Garmendia | 9-22   |

### Segunda jornada
| Fecha    | Frontón y localidad      | Rojo                 | Azul                    | Tanteo |
| -------- | ------------------------ | -------------------- | ----------------------- | ------ |
| 09/03/19 | Frontón Labrit, Pamplona | Agirre-Salaverri     | Ugalde-Jaunarena        | 22-8   |
| 10/03/19 | Frontón Astelena, Éibar  | Elordi-O. Etxebarria | P. Etxeberria-Garmendia | 22-21  |

### Tercera jornada
| Fecha    | Frontón y localidad        | Rojo             | Azul                    | Tanteo |
| -------- | -------------------------- | ---------------- | ----------------------- | ------ |
| 15/03/19 | Frontón Mallavia, Mallavia | Elordi-Untoria*  | Ugalde-Jaunarena        | 22-8   |
| 16/03/19 | Frontón Labrit, Pamplona   | Agirre-Salaverri | P. Etxeberria-Garmendia | 22-15  |

### Clasificación de la liguilla de semifinales
| Pelotaris                 | Jugados | Ganados | Perdidos | Tantos a favor | Tantos en contra | Dif |
| ------------------------- | ------- | ------- | -------- | -------------- | ---------------- | --- |
| Elordi - O. Etxebarria    | 3       | 3       | 0        | 66             | 47               | +19 |
| Agirre - Salaverri        | 3       | 2       | 1        | 62             | 45               | +17 |
| P. Etxeberria - Garmendia | 3       | 1       | 2        | 58             | 53               | +5  |
| Ugalde - Jaunarena*       | 3       | 0       | 3        | 25             | 66               | -41 |

## Final
| Fecha    | Frontón y localidad      | Rojo             | Azul                 | Tanteo |
| -------- | ------------------------ | ---------------- | -------------------- | ------ |
| 30/03/19 | Frontón Labrit, Pamplona | Agirre-Salaverri | Elordi-O. Etxebarria | 20 -22 |